# Fatal Fury: City of the Wolves
Fatal Fury: City of the Wolves (餓狼伝説 City of the Wolves Garō Densetsu: Shiti obu za Uruvusu?, lit. "Legend of the Hungry Wolf: City of the Wolves") es un videojuego de lucha desarrollado y publicado por SNK. Es la primera entrega de la serie Fatal Fury en 26 años, tras el lanzamiento de Garou: Mark of the Wolves (1999) el último videojuego de lucha de la serie producido por SNK antes de la bancarrota de la compañía original el 30 de octubre de 2001, y sirve como continuación de la historia de dicho juego. El lanzamiento del juego para PlayStation 4, PlayStation 5, Xbox Series X|S y Microsoft Windows se produjo el 24 de abril de 2025.

## Jugabilidad
La jugabilidad de City of the Wolves es similar a la de su predecesor, con el combate teniendo lugar en un plano de movimiento bidimensional. Varias mecánicas de La Marca de los Lobos se conservan en Ciudad de los Lobos, incluido el sistema T.O.P., rebautizado como sistema "Selective Potential Gear" (S.P.G.); y la mecánica "Just Defense", que presenta una variación ampliada de "Hyper Defense" diseñada para proteger contraataques que golpean varias veces. Además de los movimientos normales básicos y los movimientos especiales, los jugadores también pueden obtener acceso a súper ataques "Gear" llenando dos metros en la parte inferior de la pantalla. Gastar un metro realizará un ataque Ignition Gear, mientras que ambos metros se pueden gastar para realizar un ataque Redline Gear más poderoso. El súper movimiento más poderoso, el Hidden Gear, requiere que se gasten ambas barras mientras el S.P.G. está activo.
Una nueva mecánica introducida en el juego es el "Sistema Rev". Los jugadores pueden realizar múltiples tipos de habilidades Rev, incluidas "Rev Arts", versiones mejoradas de los movimientos especiales de un personaje; "Rev Blow", un ataque que puede ayudar a poner distancia entre los dos personajes; "Rev Accel", que ayuda a encadenar ataques para crear combos; y "Rev Guard", un bloque defensivo que aleja a los oponentes cuando su ataque conecta. El uso de estas técnicas hará que el indicador de revoluciones del personaje se llene gradualmente; cuando esté lleno, el personaje entrará en un estado de sobrecalentamiento y no podrá usar ninguna habilidad de Rev hasta que se agote por completo. El jugador afectado podrá agotar su indicador más rápidamente acercándose y atacando activamente a su oponente.
El juego ofrece dos esquemas de control para que los jugadores elijan: "Arcade Style", que presenta controles tradicionales similares a las entradas anteriores de la serie, y "Smart Style", un esquema de control simplificado que permite a los jugadores realizar ataques y combos usando solo los básicos. entradas direccionales y pulsaciones de un solo botón, aunque ciertas habilidades son inaccesibles en Smart Style.
También, contará con un nuevo modo Episodes of South Town o estilizado como EOST un modo RPG para un solo jugador para ganar EXP. Pero se necesita de una conexión a internet y una suscripción a PlayStation Plus y Xbox Live Gold para jugarse y las versiones de Steam y Epic Games Store también serán accesibles.

### Personajes jugables
Mientras que el juego anterior, Mark of the Wolves, presentaba una lista casi completamente nueva de luchadores jugables, City of the Wolves marca el regreso de varios personajes de los juegos anteriores de Fatal Fury, junto con nuevos personajes. Los nuevos personajes están marcados en negrita, mientras que los personajes invitados en cursiva.
- Andy Bogard (DLC)
- B. Jenet[4][5]
- Billy Kane[6]
- Chun-Li (DLC)
- Gato
- Cristiano Ronaldo
- Hokutomaru[7]
- Hotaru Futaba[8]
- Joe Higashi (DLC)
- Kain R. Heinlein[6]
- Ken Masters (DLC)
- Kevin Rian[9]
- Kim Dong Hwan
- Mai Shiranui[10]
- Marco Rodrigues[11]
- Mr. Big (DLC)
- Preecha[8]
- Rock Howard[8]
- Salvatore Ganacci[12]
- Terry Bogard[8]
- Tizoc[8]
- Vox Reaper[5]

## Desarrollo
En 2005, durante el evento para fanes de la Fiesta de Fin de Año de KOF, el ilustrador de SNK Playmore Falcoon mencionó que una secuela de Garou: Mark of the Wolves estaba completa en un 70% para Neo Geo por el equipo SNK. Falcoon también confirmó que uno de los nuevos personajes que debía aparecer era un estudiante del personaje heredado de Fatal Fury Joe Higashi. En julio de 2006, SNK Playmore informó que todavía estaban trabajando en la secuela, diciendo que usarían gráficos modernos de alta resolución en lugar del nivel de calidad de resolución visto en el juego original. Durante una entrevista en marzo de 2008, los desarrolladores de SNK Playmore USA comentaron que no había ningún cronograma concreto de demandas para el juego y que planeaban hacer la secuela con alguna tecnología nueva. En junio de 2016, SNK reveló ilustraciones y sprites del elenco de la versión cancelada de Neo Geo. El director de SNK, Nobuyuki Kuroki, declaró en febrero de 2020 que estaba personalmente interesado en "revivir" la serie Fatal Fury.
Durante EVO 2022, se reveló que un nuevo juego Fatal Fury estaba oficialmente en desarrollo en SNK. En EVO 2023, SNK anunció que el título del juego sería Fatal Fury: City of the Wolves y reveló un primer vistazo a la jugabilidad, demostrando que sería un juego de lucha 2.5D similar a sus otros juegos de lucha contemporáneos. Samurai Shodown (2019) y The King of Fighters XV (2022). En marzo de 2024, se anunció oficialmente el lanzamiento del juego en 2025. Además, se anunció que City of the Wolves será el primer juego de Fatal Fury que contará con una pista de voz en inglés, y el primer juego de SNK en hacerlo desde The King of Fighters XII (2009).
Durante el Summer Game Fest 2024 se anunció que el juego se anunció para PlayStation 5, PlayStation 4, Xbox Series X|S y Microsoft Windows tanto como Steam y Epic Games Store también Oda mencionó que contará con juego multiplataforma y código red de retroceso.
El 20 de agosto de 2024. Durante el Opening Night Live de Gamescom 2024 anunciaron su fecha de lanzamiento para el 24 de abril de 2025. SNK proporcionó a aquelllos que pre-ordenen el juego obtendrán el acceso anticipado y el traje de Terry Bogard inspirado en Fatal Fury 2. También, incluirá una edición especial del juego a un precio de 59,99 dólares y 59,99 euros que se les dará acceso a personajes DLC para ser lanzados a lo largo del 2025 o hasta principios de 2026.